# Ngày Di dân Quốc tế
Ngày Di dân Quốc tế, viết tắt là IMD (International Migrants Day) được cử hành vào ngày 18 tháng 12 hàng năm, là ngày lễ quốc tế do Đại Hội đồng Liên Hợp Quốc chọn để tuyên truyền nâng cao nhận thức về những đóng góp lớn lao của di dân trên khắp thế giới cùng trách nhiệm phải bảo vệ các quyền lợi chính đáng của họ.
Ngày này được nhiều quốc gia, các tổ chức liên chính phủ và các tổ chức phi chính phủ cử hành, thông qua việc phổ biến thông tin về nhân quyền và quyền tự do chính trị cơ bản của di dân, cùng thông qua việc chia sẻ kinh nghiệm và tổ chức các hoạt động để đảm bảo việc bảo vệ di dân.

## Lịch sử
Năm 1997, tổ chức di dân của Philippines và các tổ chức di dân châu Á khác đã bắt đầu cử hành và đề cử ngày 18 tháng 12 là "Ngày quốc tế đoàn kết với di dân". Ngày này được chọn bởi vì ngày 18 tháng 12 năm 1990 Đại Hội đồng Liên Hợp Quốc đã chấp thuận một Công ước quốc tế bảo vệ các quyền của mọi di dân lao động và những người trong gia đình họ (Nghị quyết số 45/158).
Dựa trên sáng kiến này, với sự hỗ trợ của tổ chức quốc tế quyền của di dân và Ban chỉ đạo Chiến dịch toàn cầu đấu tranh cho việc phê chuẩn Công ước quốc tế về quyền của di dân cùng nhiều tổ chức khác - cuối năm 1999 bắt đầu đợt vận động online để Liên Hợp Quốc chính thức chỉ định "Ngày Di dân Quốc tế", và cuối cùng ngày 4.12.2000 Đại hội đồng Liên Hợp Quốc đã công bố lập "Ngày Di dân Quốc tế" vào ngày 18 tháng 12.
Việc công bố Ngày quốc tế Di dân của Liên Hợp Quốc là một bước tiến quan trọng, cung cấp một điểm tập hợp cho mọi người trên toàn thế giới có liên quan tới việc bảo vệ di dân. Liên Hợp Quốc đã mời gọi mọi quốc gia thành viên, các tổ chức liên chính phủ và phi chính phủ cử hành ngày này bằng cách phổ biến thông tin về nhân quyền và quyền tự do cơ bản của di dân, chia sẻ kinh nghiệm, và cam kết hành động để đảm bảo việc bảo vệ các di dân.
Ngày Di dân Quốc tế được trước hết được coi là một cơ hội để công nhận những đóng góp của hàng triệu di dân vào các nền kinh tế của quê hương họ cũng như nơi đón tiếp họ. và thứ hai để thúc đẩy việc tôn trọng nhân quyền cơ bản của họ.

## Các hoạt động toàn cầu để cử hành Ngày Di dân Quốc tế
Từ năm 2000,cộng đồng quốc tế đã dùng Ngày Di dân Quốc tế mồng 8 tháng 12 để nhấn mạnh quyền con người của di dân. Làm cho tiếng nói của di dân được nghe là cốt lõi xuyên suốt mọi sự kiện trong Ngày Di dân Quốc tế và đó chính là trọng tâm của Đài phát thanh 1812: liên kết các cộng đồng trên toàn thế giới chung quanh vấn đề bức thiết và luôn luôn hiện tại là quyền của di dân.
Chương trình phát triển giai đoạn sau 2015 sẽ là một cơ hội quan trọng để tạo ra sự phát triển bền vững và bình đẳng hơn. Để đạt được sự bền vững, công cuộc phát triển phải có sự tham gia của người dân và họ chính là trung tâm của sự phát triển. Tổng thư ký Liên hiệp quốc, ông Ban Ki-moon đã tuyên bố dứt khoát rằng chương trình phát triển sau 2015 phải không được để bất kỳ người dân nào “tụt lại phía sau” và “phải bao gồm cả người di cư”. Chương trình phát triển này phải giải quyết các vấn đề về sự bất bình đẳng trong tất cả các khu vực và phải được áp dụng cho tất cả các thành phần kinh tế, xã hội. Biện pháp quyết liệt để giảm thiểu sự bất công, đặc biệt những gì đang gây bất lợi đối với người di cư, là bảo vệ nhân quyền và quyền lao động của họ, và đây chính là cơ sở để đưa ra các chính sách di cư bình đẳng hơn.

## Nguyên nhân
Một trong những nguyên nhân của việc này là các quy định của luật lao động thường ít khi được áp dụng trong nhiều lĩnh vực ngành nghề tuyển lao động người di cư như ngành nông nghiệp, xây dựng hoặc giúp việc gia đình. Việc từ chối để người lao động di cư và các thành viên gia đình họ được tiếp cận với các dịch vụ giáo dục, chăm sóc y tế, nhà ở là những hành động thiển cận và phi đạo đức. Bình đẳng và không phân biệt đối xử là những thành tố quan trọng của phát triển bền vững. Không một xã hội nào có thể phát triển được tiềm năng đích thực của mình nếu có những hạn chế về pháp lý, chính trị hoặc xã hội cản trở sự đóng góp cho xã hội của toàn thể các bộ phận người dân trong xã hội đó, gồm cả lao động di cư.

## Kết quả
Kết quả ban đầu của nghiên cứu cho thấy, trong số 44 người lao động trở về nước trước hạn gặp khó khăn trong khi làm việc ở nước ngoài được phỏng vấn, 30% trong số họ cho biết họ quyết định không khiếu nại vì họ không biết phải nộp đơn khiếu nại tới cơ quan nào hoặc cho rằng họ có thể không nhận được sự hỗ trợ nào nếu khiếu nại. 30% trong số họ đã gửi đơn khiếu nại tới doanh nghiệp dịch vụ hoặc chính quyền địa phương và cho biết họ đã nhận được sự phản hồi, tuy nhiên, 100% cho rằng khiếu nại của họ không được giải quyết một cách thoả đáng.